# Asterina daphniphyllicola
Asterina daphniphyllicola är en svampart som beskrevs av B. Song 2004. Asterina daphniphyllicola ingår i släktet Asterina och familjen Asterinaceae.   Inga underarter finns listade i Catalogue of Life.